# Тамбурело
Тамбурело (Tamburello) једна од најбржих кривина у свету формуле 1. Налази се на стази "Enzo & Dino Ferrari" у Имоли (Италија). Кривина је са огромним радијусом, чак и кад је писта влажна, возачи је пролазе у шестом степену преноса.
У историји Формуле 1 остаће упамћена као место на коме је трагично изгубио живот троструки светски шампион Аиртон Сена, 1. маја 1994. године.